# Радзехови
Радзехови (пол. Radziechowy) — село в Польщі, у гміні Радзехови-Вепш Живецького повіту Сілезького воєводства.
Населення — 5454 особи (2011).
У 1975-1998 роках село належало до Бельського воєводства.
У Радзехови є Хресна дорога, яка веде в гору Матишка.

## Демографія
Демографічна структура станом на 31 березня 2011 року:
|          | Загалом | Допрацездатний вік | Працездатний вік | Постпрацездатний вік |
| -------- | ------- | ------------------ | ---------------- | -------------------- |
| Чоловіки | 2633    | 583                | 1791             | 259                  |
| Жінки    | 2821    | 588                | 1654             | 579                  |
| Разом    | 5454    | 1171               | 3445             | 838                  |